# Joseph Daquin
Joseph Daquin (Chambéry, 14 gennaio 1732 – Chambéry, 11 luglio 1815) è stato un medico francese.

## Biografia
Studiò medicina a Torino, dove si laureò nel 1757. Frequentò poi la facoltà di medicina di Montpellier e di Parigi, prima di stabilirsi a Chambéry. Qui, medico all'Ospedale degli Incurabili, fece esperienza diretta delle disumane condizioni in cui erano trattati i malati di mente. Il risultato delle sue riflessioni - oggetto del volume La philosophie de la folie - lo collocano tra i precursori del trattamento morale.
L'8 novembre 1807 divenne socio dell'Accademia delle Scienze di Torino.